# .cu
.cuは、国別コードトップレベルドメイン（ccTLD）の一つで、キューバに割り当てられている。

## サブドメイン
直接TDL下に登録することも可能だが、以下のような分類用第二レベルドメインもある。
- .edu.cu - 教育機関
- .gov.cu - 政府機関
- .org.cu - 非営利団体
- .inf.cu - 学術情報
- .net.cu - インターネットプロバイダ
- .com.cu - その他